# Saint-Martin-de-Fenouillet
Saint-Martin-de-Fenouillet (occitansk: Sant Martin de Fenolhet, catalansk: Sant Martí de Fenollet) er en by og kommune i departementet Pyrénées-Orientales i Sydfrankrig.

## Geografi
Saint-Martin ligger i landskabet Fenouillèdes 52 km vest for Perpignan. Nærmeste byer er mod nord Saint-Paul-de-Fenouillet (10 km) og mod syd Le Vivier (4 km).

## Navn
Gamle former
Saint-Martin nævnes første gang i det 12. århundrede som Sant Martí d'Endalens. I det 18. århundrede bliver den kaldt Sant Martin Dindalens. Der benyttes også en anden form i det 14. århundrede Sant Martí de Taxac og i det 18. århundrede Saint-Martin de Taichac. I det 19. århundrede bruger kommunen formen Saint-Martin-Dindalens eller Saint-Martin-Dondalens og Saint-Martin-de-Taissac.
Det officielle navn for kommunen siden 1790 er Saint-Martin. I det 19. århundrede forveksles kommunen ofte i administrative dokumenter og nogle gange på kort med kommunen Saint-Martin-Lys i nabodepartementet Aude.
Kommunen skiftede officielt navn den 6. december 2014 til Saint-Martin-de-Fenouillet, analogt med navnet på kantonen Saint-Paul-de-Fenouillet, som den ligger i, og med reference til Fenouillet, det gamle vicegrevskab Fenouillèdes.
Etymologi
Navnet Endalens, som forekommer i d'Endalens og Dindalens, kommer fra en person af germansk oprindelse, Andalingo. Navnet er sammensat af det gotiske Andalo, som er afledt af and, slut, eller anths, iver, og suffikset for noget fælles -ingos.

## Demografi

### Udvikling i folketal
| 1962                                                              | 1968 | 1975 | 1982 | 1990 | 1999 | 2007 | 2013 | 2017 |
| ----------------------------------------------------------------- | ---- | ---- | ---- | ---- | ---- | ---- | ---- | ---- |
| 119                                                               | 116  | 91   | 58   | 52   | 47   | 54   | 59   | 55   |
| Tal fra og med 1962 er uden dobbelttælling (sans doubles comptes) |      |      |      |      |      |      |      |      |